# Maria Goeppert-Mayer
Maria Gertrud Käte Goeppert Mayer (n. 28 iunie 1906, Katowice, Imperiul German – d. 20 februarie 1972, San Diego, California, SUA) a fost fiziciană americană de origine germană, laureată a Premiului Nobel pentru Fizică în anul 1963.
A emigrat în SUA în 1930.